# Гілка червоних гігантів

Еволюційні треки зір різної маси на стадіях після стадії головної послідовності

Гілка червоних гігантів, або відгалу́ження черво́них гіга́нтів (ВЧГ) — послідовність на діаграмі Герцшпрунга — Рассела, що утворена зорями малої та проміжної маси, які перебувають на стадії горіння Гідрогену у сферичному шарі навколо ізотермічного гелієвого ядра. Іноді його називають також першим відгалуженням гігантів (на відміну від асимптотичного відгалуження гігантів — АВГ, яке утворено зорями з подвійним шаровим джерелом).

## Еволюція
Перебування зір малої та середньої маси на головній послідовності завершується, коли більша частина Гідрогену в ядрі перетворюється на гелій. Термоядерні реакції в такому ядрі майже припиняються і ядро починає стискатися. Горіння Гідрогену триває лише у сферичному шарі навколо ядра. 
Зорі малої маси потрапляють на відгалуження червоних гігантів через порівняно коротку стадію субгіганта. На цьому шляху ядро зорі переходить у вироджений стан, а її оболонка починає охолоджуватися й розширюватися.
У зір проміжної маси виродження ядра не відбувається.
Коли температура зовнішніх шарів упаде нижче приблизно 5000 К, оболонка стає повністю конвективною. Це призводить до збільшення світності й еволюційний трек зорі починає прямувати вгору, майже вертикально. Фактично, зоря повторює шлях, яким свого часу потрапила на головну послідовність, але долає його у зворотному напрямку. Спалений у шарі Гідроген перетворюється на гелій та збільшує інертне ядро. Для зорі з масою 1 M☉ ця стадія триватиме близько півмільярда років. Рух зорі на діаграмі поступово прискорюється.
На вершині відгалуження, коли маса гелієвого ядра сягає 0,4 — 0,5 M☉ в ядрі починається загоряння гелію. Внаслідок цього температура зовнішніх шарів зростає й на діаграмі зоря пересувається вліво, у напрямку горизонтального відгалуження.
У зір малої маси загоряння гелію у виродженому ядрі має характер теплового вибуху. У зір помірної маси ядро невироджене й загоряння гелію відбувається спокійно.

## Особливості зір ВЧГ
Густина оболонки у зір із виродженим ядром дуже низька, фактично, оболонка вже відокремлена від ядра. Вони розділені шаром, у якому відбуваються термоядерні реакції за участі Гідрогену. Світність зорі визначається виділенням енергії в цьому шарі й вона залежить лише від маси ядра. Наближено її можна подати формулою
{\displaystyle L\simeq 2,3\times 10^{5}\left({\frac {M_{c}}{M_{\odot }}}\right)^{6}L_{\odot }}.
Світність майже не залежить від металічності. Це зумовлено тим фактом, що перенесення енергії з надр до зовнішніх шарів відбувається за рахунок конвекції, на яку мало впливає непрозорість зоряної речовини.
На цій стадії зоря втрачає масу у вигляді повільного зоряного вітру (v ~ 5-30 км/с) зі швидкістю {\displaystyle {\dot {M}}\simeq 10^{-8}M_{\odot }} на рік.
У моделях зоряної еволюції для розрахунку втрати маси часто застосовують емпіричну формулу:
{\displaystyle {\dot {M}}=-4\times 10^{-13}\eta {\frac {LM}{R}}{\frac {R_{\odot }}{L_{\odot }M_{\odot }}}M_{\odot }/yr},
де η≈0,25—0,5.
Унаслідок конвекції відбувається винесення на поверхню зорі речовини, яка зазнала змін ізотопного складу внаслідок ядерних реакцій. Це явище має назву зачерпування.